# وليام مكوي
وليام مكوي (بالإنجليزية: William McCoy (congressman))‏ (و. 1768 – 1864 م) هو سياسي من الولايات المتحدة الأمريكية . تولى منصب أعضاء مجلس النواب الأمريكي، وعضو مجلس نواب الولايات المتحدة من ولاية فرجينيا .
وهو عضو في الحزب الديمقراطي الأمريكي .
توفي في شارلوتسفيل، فيرجينيا .